# 大沢次郎左衛門
大沢 次郎左衛門（おおさわ じろうざえもん、生没年不詳）は、戦国時代の武将。美濃国宇留摩（鵜沼）城主。治郎左衛門とも。諱は正秀、基康、正重、正継、正次、為康、正盛などと伝わる。

## 来歴の諸説
『寛永諸家系図伝』によれば、初め斎藤氏の臣で、妻は斎藤道三の娘という。『太閤記』には、永禄9年（1566年）12月に、木下秀吉の調停によって織田信長に降り、翌年1月5日に秀吉に同道して清須へ赴くも信長に殺されそうになり、秀吉の策によって逃れたとあるが、『信長公記』では鵜沼城攻略を永禄7年（1564年）8月としていて、そのまま信用はできない。その後の信長の臣としての活躍は史料になく、信長死後の天正10年（1582年）8月24日、北近江の支配者となった柴田勝豊から、阿閉貞大の旧領と浅井郡の地を与えられている（士林証文）。その後は秀吉、豊臣秀次に仕え、2,600石を知行したが、秀次の自害後は流浪し、美濃を経て小田原の万松院に寓居し、76歳で死去したという（寛永諸家系図伝）。
また、『美濃雑事紀』の「城山古城」の項によれば、和泉国和泉郡葛城山坂本城主の大沢和泉守正基の子、大沢和泉守正吉が、宇留馬（鵜沼）に来て志水山霧ケ城主となり、永楽銭3,000貫文の地を領知していたが、永禄5年8月15日に信長に攻められ、子の源次郎正成とその妻ともども討死した。正吉の法号は、月窓祐円信士、正成夫妻の法号は、喜伯宗歓禅定門、大道妙泉禅定尼といい、三人を弔う「三つ塚」が、各務原市鵜沼羽場町にある。正吉の子・次郎左衛門正継は、出家して明応2年（1493年）に蓮如の弟子となり、法名を了西として鵜沼に住んだ後、犬山与坂村小島里に移って西蔵坊を建てた。西蔵坊は後に本龍寺と改め、正継の嫡男が相続し、次男の勘解由丞正継は、甲斐国山梨郡立川庄鎮目村に移住したという。
同じ『美濃雑事紀』の「宇留間城」の項では、大沢和泉守藤原正広と子の大沢治郎左衛門正次が永禄年間（1558年 - 1570年）まで宇留間城にいて、大沢氏は永禄年間に秀吉の謀によって信長に降り、秀吉がしばらく宇留間城にいたとする。
『濃陽志略』には、城山（鵜沼）城主大沢和泉守正広は永禄年間に死去し、子の次郎左衛門正次が後を継いだが、信長に攻められ城を焼いて退去したとある。
『美濃国諸旧記』では、各務郡鵜沼城主は大沢治郎左衛門為泰で、異母弟に主水為之がいたが、為泰は永禄年間に信長の疑いを受け、城を出て行方知れずになったという。
『 濃陽諸士伝記』では、鵜沼城主大沢六郎左衛門は、永禄の初め秀吉が調略により味方にしたが、信長がその変心を恐れて殺害しようと謀ったことを聞き、鵜沼城から落ち延びて行方不明になったとする。
また、『豊臣記』では、大沢を謀略を巡らし味方にした秀吉を信長が称えるが、変心を恐れて信長が大沢を殺そうとし、秀吉は信長に再三許しを請うが聞き入れられず、刀を大沢へ与えて退去させたとする。

## 登場作品
- おんな太閤記（1981年、NHK大河ドラマ、演：横森久）